# Eric Red
Eric Red, pseudonimo di Eric Joseph Durdaller (Pittsburgh, 16 febbraio 1961) è un regista cinematografico e sceneggiatore statunitense.
È noto soprattutto per aver scritto The Hitcher - La lunga strada della paura (The Hitcher, 1986) e Il buio si avvicina (Near Dark, 1987).

## Biografia
Si trasferisce a Los Angeles dove frequenta l'AFI Conservatory, diplomandosi nel 1983. Qui realizza il cortometraggio Gunmen's Blues (1981). Rimasto senza soldi dopo aver cercato un distributore per il film, si mantiene facendo il tassista a New York.
La sceneggiatura che ha scritto come saggio di diploma viene realizzata nel 1986 col titolo The Hitcher - La lunga strada della paura (The Hitcher, 1986). Del film esiste un remake del 2007 in cui Red è stato coinvolto in qualità di consulente. Nel 1987 comincia la collaborazione con la regista Kathryn Bigelow, con cui scrive tre sceneggiature: l'horror vampiresco Il buio si avvicina (Near Dark, 1987), il thriller poliziesco Blue Steel - Bersaglio mortale (Blue Steel, 1989), entrambi diretti da Bigelow, e il film per la TV Preso in trappola (Undertow, 1996), diretto da Red.
A metà anni '80 è uno dei numerosi sceneggiatori a cui viene affidata la scrittura del terzo capitolo della saga cinematografica di Alien, ma una volta completata, la sceneggiatura di Red viene rifiutata di produttori Walter Hill e e David Giler.
Nel 2000 ha un incidente automobilistico: la vettura da lui guidata finisce in un bar di Los Angeles uccidendo due persone. Subito dopo l'incidente, Red scende dalla vettura e tenta di suicidarsi tagliandosi la gola con un pezzo di vetro.
Dal 2012, con la pubblicazione del romanzo Don't Stand So Close (Scary Tales Publications) comincia la sua attività di romanziere thriller/horror. Red aveva precedentemente scritto anche il graphic novel Containment (2005).

## Filmografia

### Regista e sceneggiatore
- Gunmen's Blues - cortometraggio (1981)
- Telephone - cortometraggio (1986)
- Le strade della paura (Cohen and Tate) (1988)
- No Control - Fuori controllo (Body Parts) (1991)
- Preso in trappola (Undertow) - film TV (1996)
- Bad Moon - Luna mortale (Bad Moon) (1996)
- Perimetro di paura (100 Feet) (2008)

### Solo regista
- Night of the Wild - film TV (2015)

### Solo sceneggiatore
- The Hitcher - La lunga strada della paura (The Hitcher), regia di Robert Harmon (1986)
- Il buio si avvicina (Near Dark), regia di Kathryn Bigelow (1987)
- Blue Steel - Bersaglio mortale (Blue Steel), regia di Kathryn Bigelow (1989)
- L'ultimo fuorilegge (The Last Outlaw), regia di Geoff Murphy - film TV (1993)

## Romanzi
- Don't Stand So Close, Scary Tales Publications, 2012
- The Guns of Santa Sangre, Samhain, 2013
- It Waits Below, Samhain, 2014
- White Knuckle, Samhain, 2015

## Fumetti
- Containment, disegni di Nick Stakal, IDW Publishing, 2005
- Wild Work, disegni di Ben Dunn, Antarctic Press, 2013